# Elena Baggiore
Elena Baggiore (Torino, 6 maggio 1944) è un soprano italiano.

## Biografia
Elena Baggiore è considerata uno dei più importanti soprani italiani, apprezzata per la sua vocalità raffinata e interpretazioni intense, particolarmente Tosca al fianco del tenore Carlo Bergonzi.
Ha studiato a Milano con il celebre soprano Gina Cigna, per poi essere in seguito prescelta per l'Accademia Chigiana di Siena dove si è diplomata con merito. Dopo l'esordio con l'orchestra della RAI sotto la direzione di Cesare Gallino, Elena Baggiore ha cantato nei più importanti teatri lirici mondiali, quali il Teatro Regio di Parma, la Staatsoper di Vienna, il Teatro Nacional de São Carlos di Lisbona e il Gran Teatre del Liceu di Barcellona. Tra gli artisti con cui ha cantato da protagonista, figurano i più grandi nomi della lirica, tra cui Carlo Bergonzi, Alfredo Kraus, Plácido Domingo, Mario Del Monaco, Rolando Panerai, Mirella Parutto, Magda Olivero, Virginia Zeani, Franco Corelli.
Per il Teatro Verdi (Trieste) nel 1966 è Le Petit Yniold in Pelléas et Mélisande (opera), nel 1967 Sandrina in Una domenica di Mario Bugamelli e nel 1975 Nela ne Il Paese dei Campanelli con Aurora Banfi, Adriana Innocenti e Sandro Massimini nel Teatro Stabile Politeama Rossetti.
Il suo repertorio include più di cinquanta opere, tra cui Tosca, La traviata, La bohème, Pagliacci, Cavalleria rusticana, Fedora, Manon Lescaut, Maureen (L'Opera d'Aran") di G.Becaud, interpretata al Teatro Sociale di Mantova nel 1989.
È sposata con il regista d'opera Giampaolo Zennaro.

## Discografia
Fra le numerose registrazioni di Elena Baggiore, si segnalano le seguenti:
- Cherubini
  - Medea, 1971, (Olivero, Orchestra e Coro di Mantova) Compact Disc - MYTO 911.36
- Donizetti
  - Il campanello, 1980 (Silva, Mariotti, Gatti, Marchisio. Coro “Radio Lyrique” e Orchestra “Suisse Romande”, dir. Gianfranco Rivoli) GG001 (CD stereo, 1 disco)
- Giordano
  - Il re, 1971, (Ferrara, Turtura, Jancovich, Moretti) CASTLE CLASSICS GL345 U
  - Fedora, 1971, (Olivero,  Orchestra e coro dell'Angelicum di Milano) House of Opera CDBB 282 {2CDRS} (2003)
  - Fedora, 1974, (Zeani, Orchestra e coro del Teatro Verdi di Padova) Compact Disc; - Opera Depot OD; 10452-2 {2CDRS} (2009)
- Massenet
  - Werther, 1972, (Zeani, Kraus, Orchestra e coro del Teatro Greco di Lecce)

Video
- Puccini
  - Tosca, 1980, (Bergonzi. Teatro di Bogotà). Lipton
- Leoncavallo
  - Pagliacci, 1980, (Bergonzi, Janulako. Teatro di Bogotà). Lipton
- Verdi
  - Un ballo in maschera, 1977 (Tarres, Lima, Bordoni. Teatro Liceu di Barcellona)